# Элса
Элса (англ. Elsa) — заброшенный населённый пункт, расположенный в канадской территории Юкон. Поселение расположено на 97 км трассы Серебряный маршрут, которая связывает ряд заброшенных и полузаброшенных поселений времён серебряной лихорадки, среди которых Мейо, Кино-Хилл, Стьюарт-Кроссинг.

## История
В 1924 году швед Чарли Брефолт (англ. Charlie Brefault) застолбил месторождение меди, цинка и серебра на Галена-Хилл (англ. Galena Hill) и назвал его в честь своей сестры Элса. Компания Treadwell Yukon выкупила права на месторождение. Для поддержки месторождения Элса и других шахт в регионе в 1935 году выросло поселение Элса. Благополучие индустрии, а вместе с ней и Элсы, зависело от цен на металлы. В 1947 году Элса стал административным центром компании United Keno Hill Mines, которая играла основную роль в экономике территории во время серебряного бума 1950-х годов и была второй компанией по производству серебра в Канаде, и четвёртой в мире. Численность населения в то время оценивалась как 700 человек.
После закрытия шахты в 1989 году в Элсе осталось только несколько человек, которые поддерживают заброшенный город. В настоящее время Элса выглядит так же, как и в свои лучшие дни, только не заселен.